# Amīrābād-e Kot Gorg
Amīrābād-e Kot Gorg (persiska: امیر آباد کت گرگ, Kot-e Gorg Ābī Sanjarī) är en ort i Iran.   Den ligger i provinsen Kerman, i den sydöstra delen av landet, 1 000 km sydost om huvudstaden Teheran. Amīrābād-e Kot Gorg ligger 607 meter över havet och antalet invånare är 375.
Terrängen runt Amīrābād-e Kot Gorg är huvudsakligen platt, men åt nordost är den kuperad.Runt Amīrābād-e Kot Gorg är det glesbefolkat, med 17 invånare per kvadratkilometer. Närmaste större samhälle är Posht Lor, 13,1 km nordväst om Amīrābād-e Kot Gorg. Trakten runt Amīrābād-e Kot Gorg består till största delen av jordbruksmark.